# Lucas Gridoux

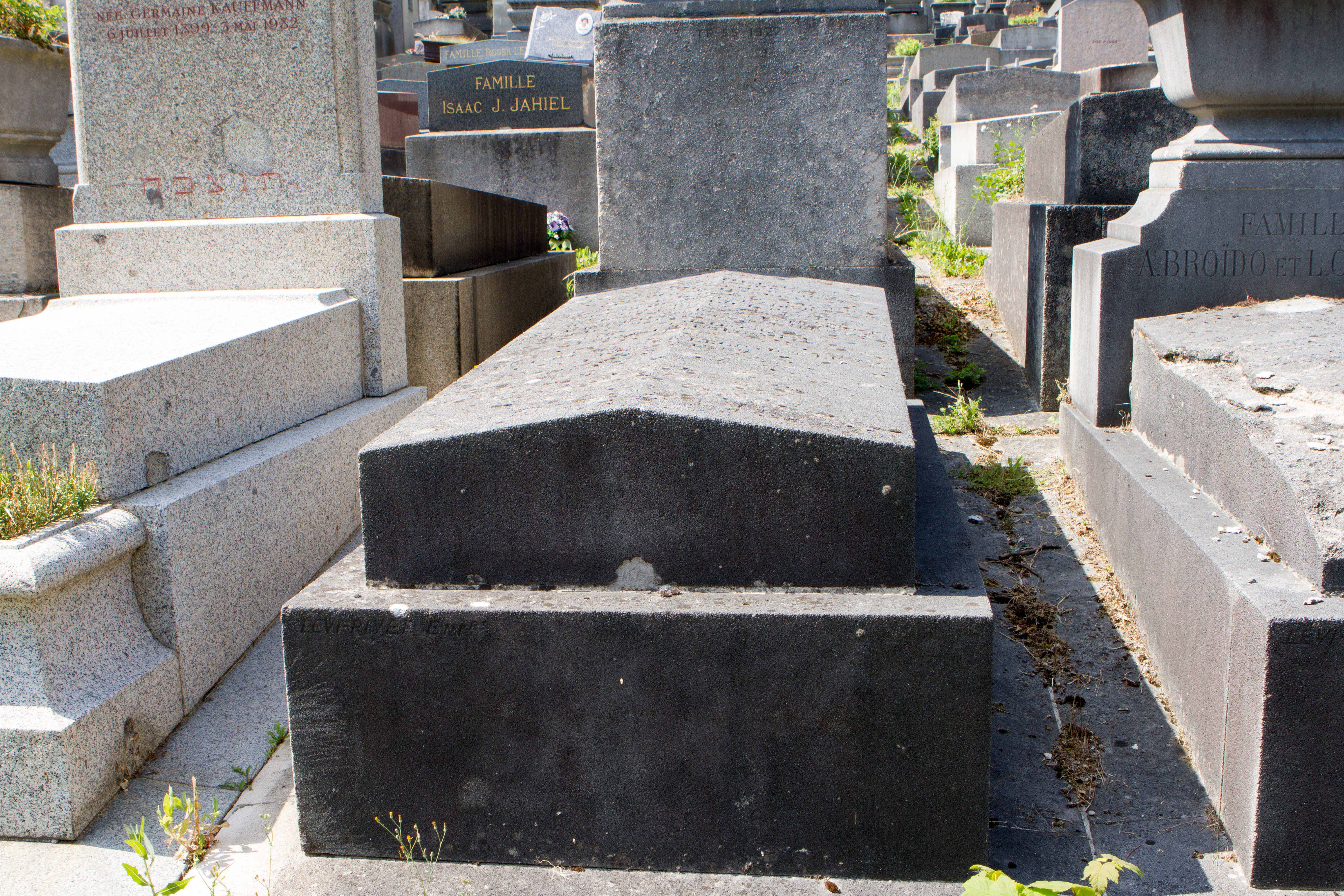
Sépulture au cimetière du Père-Lachaise.

Lucas Grimberg dit Lucas Gridoux, né le 16 avril 1896 à Hertsa (Roumanie) et mort le 19 avril 1952 dans le XIIIe arrondissement de Paris, est un acteur français de théâtre et de cinéma.

## Biographie
Lucas Gridoux commence sa carrière cinématographique en 1931. Il joue principalement des rôles de traîtres. Dès 1935, il est Judas dans Golgotha de Julien Duvivier, puis en 1937, l'inspecteur Slimane, ennemi juré de Jean Gabin dans Pépé le Moko du même réalisateur.
Mort à l'hôpital de la Salpêtrière à l'âge de 56 ans, il est enterré au cimetière du Père-Lachaise (96e division). Il avait épousé Germaine Luneau (1896-1982).

## Filmographie
- 1931 : L'Amour à l'américaine (au générique : Loucas Gridoux) de Claude Heymann : le fakir Habib Khan
- 1932 : Criminel de Jack Forrester
- 1934 : Cartouche de Jacques Daroy
- 1934 : Un tour de cochon de Joseph Tzipine
- 1934 : Rapt de Dimitri Kirsanoff : Mânu, l'idiot
- 1935 : Golgotha de Julien Duvivier : Judas
- 1936 : Les Mutinés de l'Elseneur de Pierre Chenal
- 1937 : Tamara la complaisante de Félix Gandéra et Jean Delannoy : Mossilieff
- 1937 : Les Hommes sans nom de Jean Vallée : le caïd Hadj-Ayar
- 1937 : Franco de port de Dimitri Kirsanoff : Le sous-directeur de la Police Judiciaire
- 1937 : Un grand amour de Beethoven d'Abel Gance: Smeskall
- 1937 : Pépé le Moko de Julien Duvivier : Inspecteur Slimane
- 1937 : La Citadelle du silence de Marcel l'Herbier : l'espion
- 1937 : Forfaiture (au générique : Lucas-Gridoux) de Marcel l'Herbier : Tang-Si
- 1938 : Le Paradis de Satan (au générique : Lucas-Gridoux) de Félix Gandéra : Docteur Alcacer
- 1938 : Balthazar (au générique : Lucas-Gridoux) de Jean Colombier
- 1938 : Les Pirates du rail de Christian-Jaque : General Tsai
- 1938 : Bar du sud (au générique : Lucas-Gridoux) de Henri Fescourt : Kahim Pacha
- 1938 : Tempête sur l'Asie de Richard Oswald
- 1939 : Feux de joie de Jacques Houssin
- 1939 : Nadia la femme traquée de Claude Orval
- 1939 : L'Intrigante de Émile Couzinet
- 1939 : Le Chemin de l'honneur (au générique : Lucas-Gridoux) de Jean-Paul Paulin : La Quinine
- 1939 : Le Château des quatre obèses  d'Yvan Noé
- 1939 : Yamilé sous les cèdres de Charles d'Espinay : Aboud
- 1939 : L'Étrange nuit de Noël d'Yvan Noé : Steve
- 1946 : Le Capitan de Robert Vernay : Samuel
- 1946 :  L'Affaire du collier de la reine de Marcel l'Herbier (non crédité) : un membre du Parlement
- 1947 : Panique de Julien Duvivier : M. Fortin
- 1947 : La Kermesse rouge de Paul Mesnier : l'antiquaire
- 1947 : Nuit sans fin de Jacques Séverac : Maloeil
- 1947 : Les gosses mènent l'enquête de Maurice Labro : le commissaire
- 1947 : Rouletabille joue et gagne de Christian Chamborant
- 1947 : Cargaison clandestine d'Alfred Rode
- 1948 : Rouletabille contre la dame de pique de Christian Chamborant
- 1948 : Si jeunesse savait d'André Cerf : le producteur
- 1948 : Impasse des Deux-Anges de Maurice Tourneur : l'impressario
- 1948 : La Route inconnue de Léon Poirier
- 1950 : Trafic sur les dunes de Jean Gourguet
- 1951 : Porte d'Orient de Jacques Daroy : le malais
- 1951 : Bibi Fricotin de Marcel Blistène : le contrôleur
- 1951 : Le Clochard milliardaire de Léopold Gomez : Perruchot
- 1951 : Le Cas du docteur Galloy de Maurice Téboul : le guérisseur

## Théâtre
- 1924 : Chacun sa vérité et Un imbécile de Luigi Pirandello, mise en scène Charles Dullin, Théâtre de l'Atelier
- 1932 : 145, Wall Street de George S. Brooks et Walter B. Lister, Théâtre du Gymnase
- 1933 : Cette nuit-là... de Lajos Zilahy, mise en scène Lucien Rozenberg, Théâtre de la Madeleine
- 1933 : Les Juifs de Evgueni Tchirikov, mise en scène Georges Pitoëff, Théâtre du Vieux-Colombier